# 维克托·蓬塔
维克托-维奥雷尔·蓬塔（羅馬尼亞語：Victor-Viorel Ponta，發音：[ˈviktor ˈponta]；1972年9月20日—)是一位罗马尼亚法学家和政治人物。社会民主党（PSD）成员，自2010年起担任党主席。前罗马尼亚总理。

## 早期生活
蓬塔出生于布加勒斯特，1991年在Ion Neculce High School完成高中学业。1995年，毕业于布加勒斯特大学法律系。2000年，他获得意大利卡塔尼亚大学国际刑法专业的硕士学位。2002年，获得卡罗尔国家防卫大学的学位，并在2003年获得布加勒斯特大学刑法博士学位和政治管理硕士学位。
1998年到2001年，他是最高司法法院反腐败部门的检察官，专门处理经济和金融犯罪。2000年到2001年，他负责协调打击洗钱活动。

## 总理
2010年2月，他在社会民主党大会击败米尔恰·杰瓦讷被选为主席。
2011年2月，他和国家自由党负责人克林·安东内斯库合作，組成社会自由联盟（USL），共同反对执政的民主自由党，民主自由党倒台，社會自由聯盟2012-2014年控制國會超過三分之二席位的議席。
2012年4月，前总理米哈伊·勒兹万·温古雷亚努政府由于通过不信任动议而下台，总统特莱扬·伯塞斯库指定蓬塔担任总理。他的内阁在随后一个月得到议会的批准，蓬塔从而成为总理。
2014年11月，羅馬尼亞總統選舉第二輪投票結束，現任總理蓬塔承認落敗，並祝賀對手錫比烏市長約翰尼斯。
2015年11月，蓬塔在布加勒斯特发生的夜总会爆炸事故引起大规模抗议后宣布辞去总理职务。

## 个人生活
蓬塔和他的第一任妻子Roxana有一个儿子，他们在2006年离婚。当年10月在中国，他与Daciana Sârbu悄悄地结婚，Daciana Sârbu是蓬塔内阁同事Ilie Sârbu的女儿，后来成为欧洲议会议员。2008年3月女儿出生。6月在布加勒斯特的教堂里举行结婚仪式。